# Cereus insularis
Cereus insularis es una especie de planta suculenta perteneciente al género Cereus, dentro de la familia Cactaceae. Es endémica de Brasil, concretamente del estado de Pernambuco. 

## Descripción

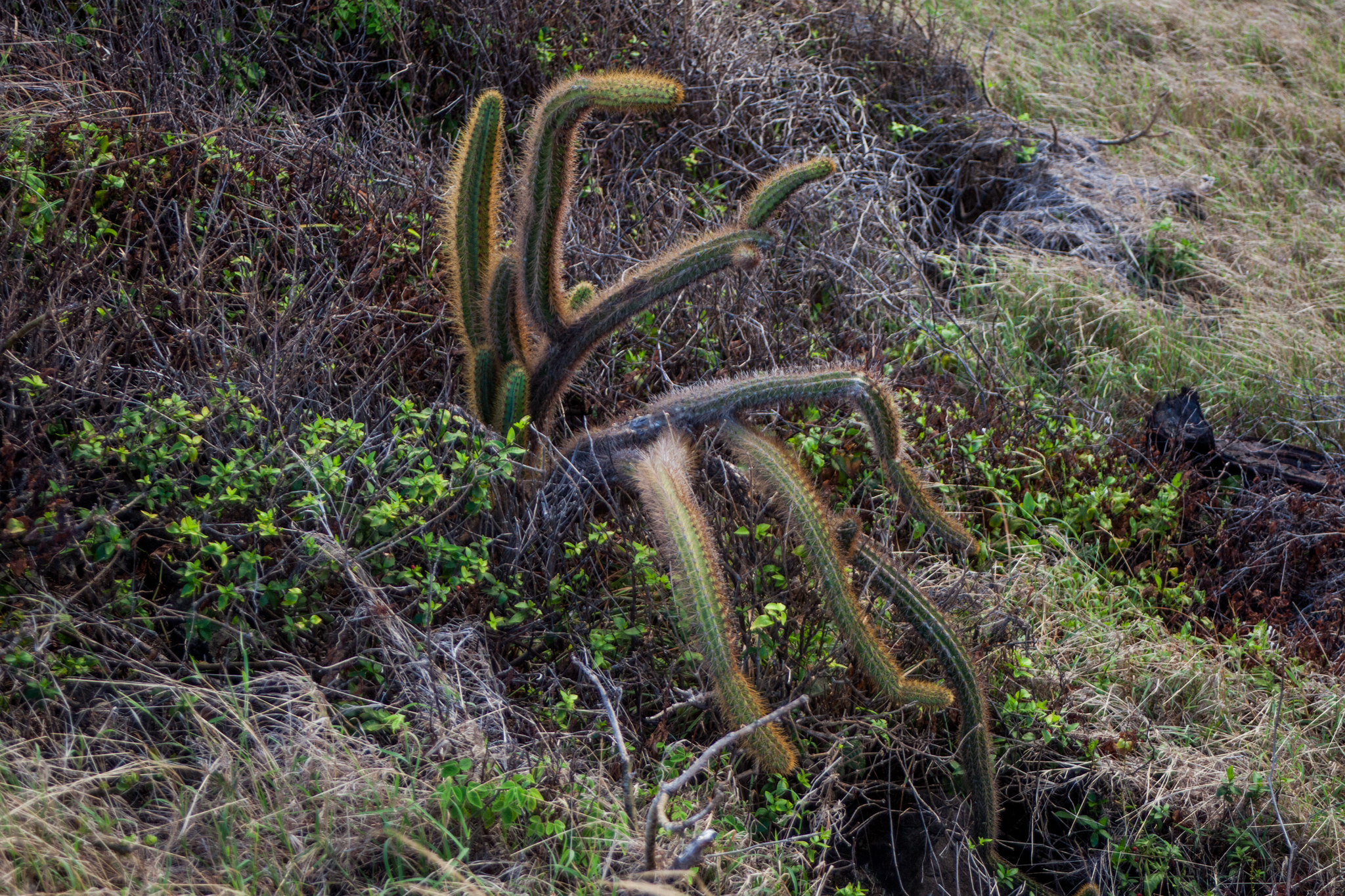
Porte de la planta

Cereus insularis es una especie de cactus que crece de forma arbustiva, con tallos de color verde intenso y generalmente rastreros o extendidos. Miden de 2 a 3 cm de diámetro y están muy ramificados. 
Presenta de 6 a 8 costillas rectas sobre las que se asientan areolas grises, las cuales se sitúan muy juntas unas de otras. En ellas encontramos de 12 a 15 espinas desiguales, delgadas y en forma de aguja. Son de color amarillo parduzco a marrón grisáceo y miden hasta 1,2 (raramente hasta 3) cm de largo.
Las flores son blancas y miden de 12 a 15 cm de largo. Los frutos son brillantes, de forma ovoide a ovoide y de color verde a rojizo.

## Distribución y hábitat
El área de distribución nativa de esta especie es Brasil (concretamente en el estado de Pernambuco) y crece principalmente en el bioma tropical estacionalmente seco, sobre los acantilados. Concretamente se localiza en zonas costeras de las islas del archipiélago de Fernando de Noroña.

## Taxonomía
Cereus insularis fue descrita por el botánico británico William Botting Hemsley y publicada por primera vez en el libro Report on the Scientific Results of the Voyage of H.M.S. Challenger 1(2): 16 en 1884.
Etimología
- Cereus: nombre genérico que deriva del término latíno cereus (que se traduce como 'vela' o 'cirio'), haciendo alusión a su forma alargada perfectamente recta.[6]
- insularis: epíteto específico que proviene del latín insularis, (que significa 'de una isla' o 'isleño'), haciendo referencia a que la especie tiene una distribución insular.[7]

## Estado de conservación
En la Lista Roja de Especies Amenazadas de la UICN, la especie está clasificada como de “Preocupación Menor (LC)”.

## Usos
Se cultiva principalmente como planta ornamental y su propagación se realiza a través de esquejes o semillas.

## Galería

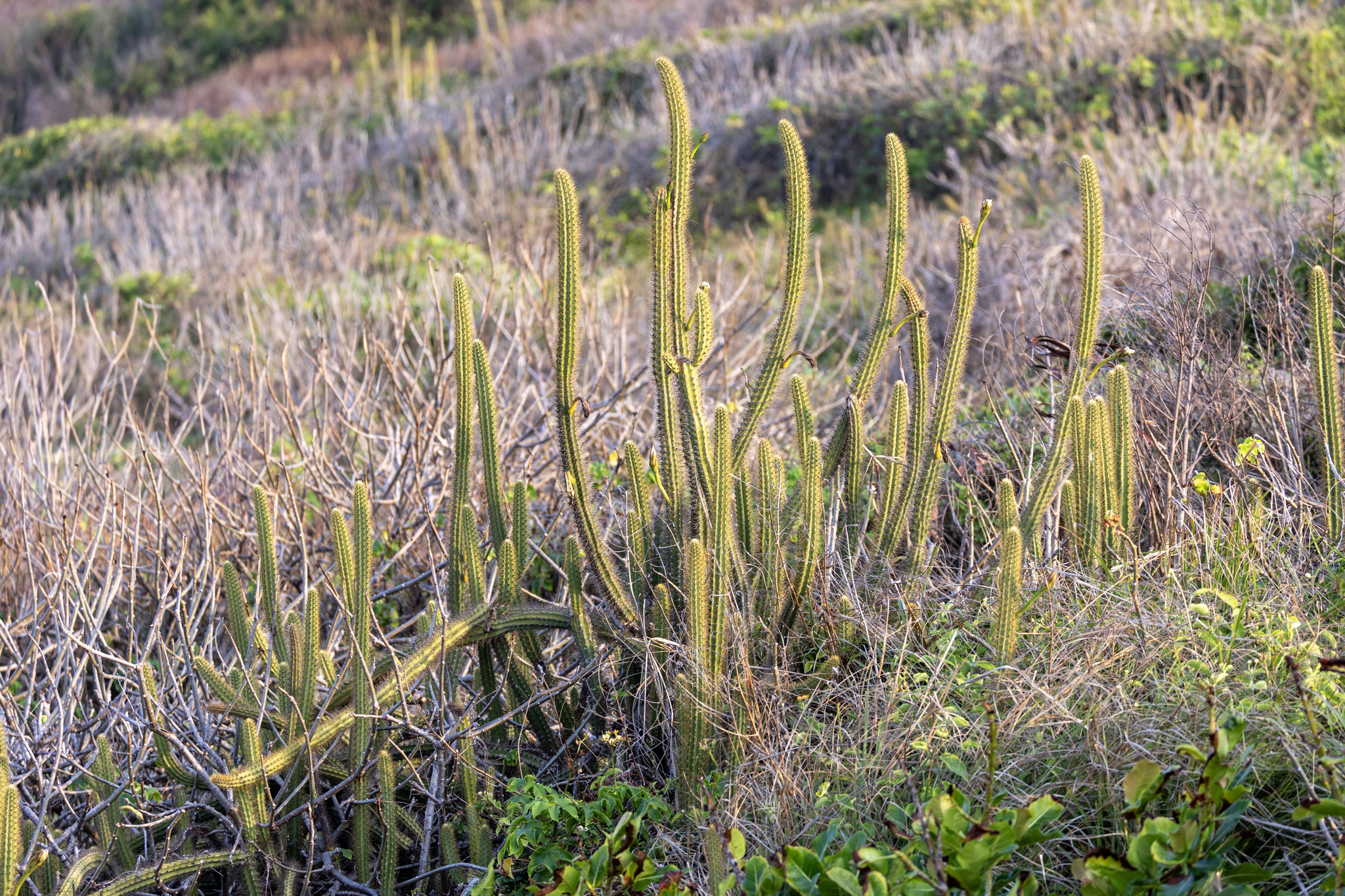
Planta en su hábitat
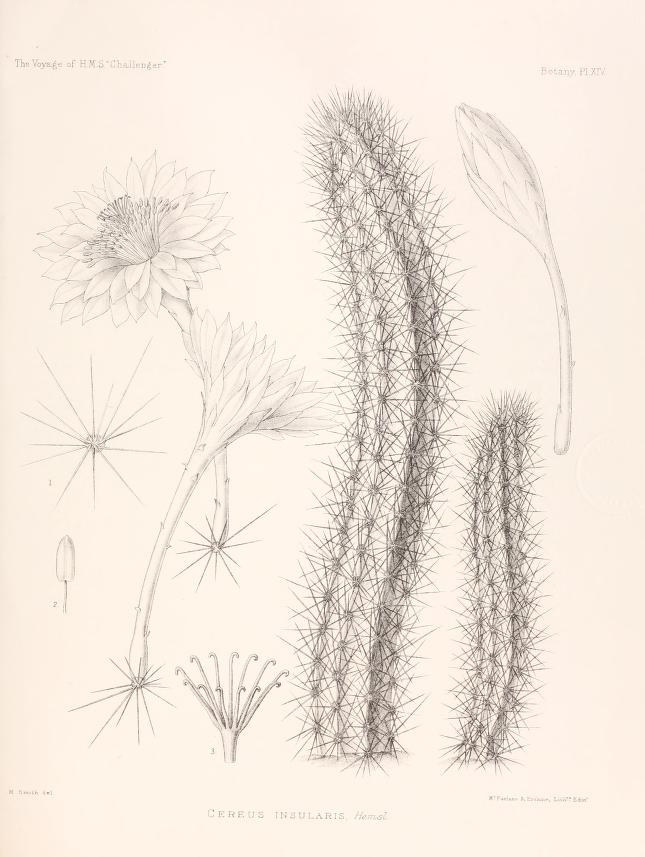
Ilustración de la planta de 1885
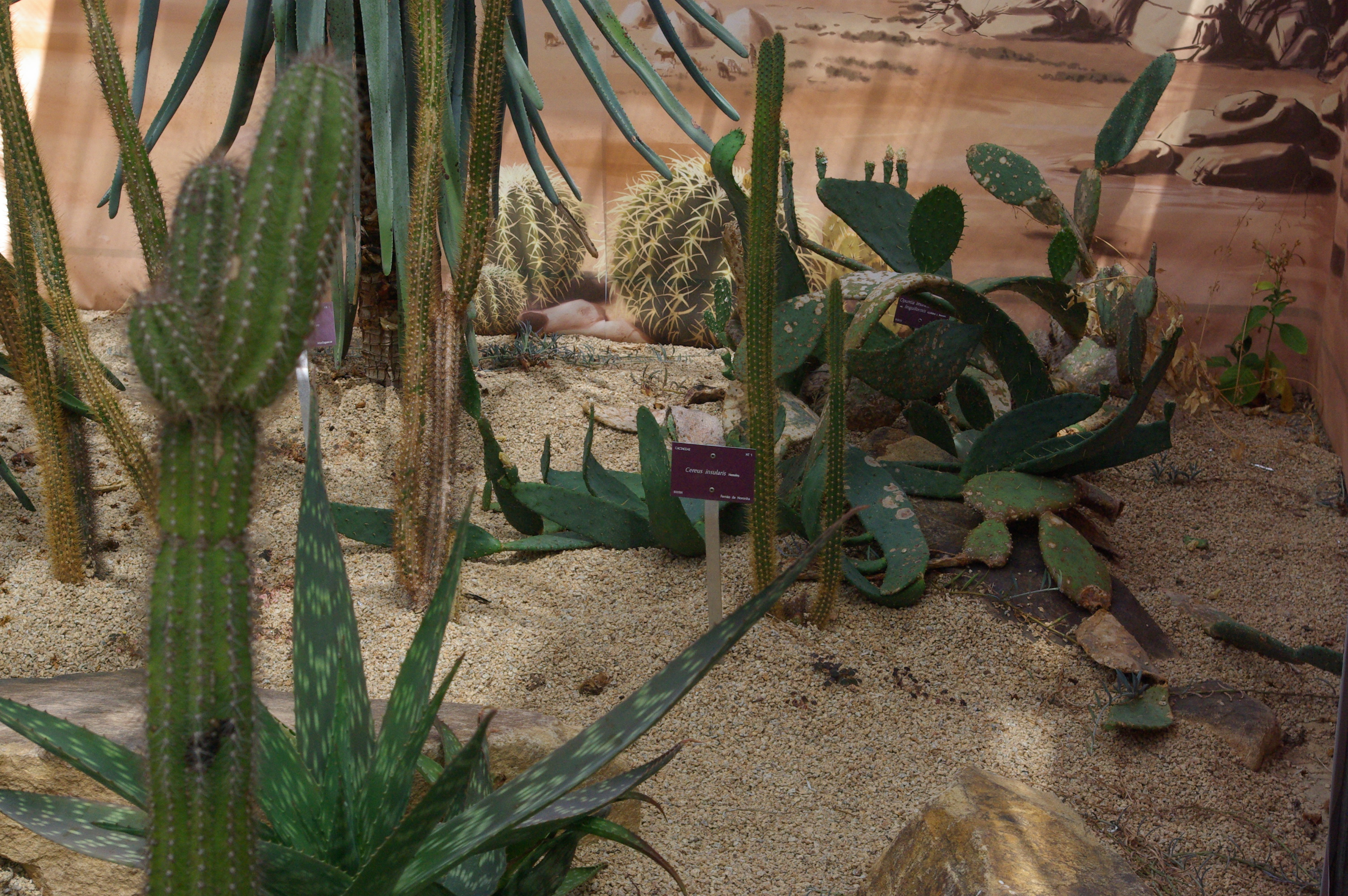
Planta en el Conservatoire botanique national de Brest (Francia)
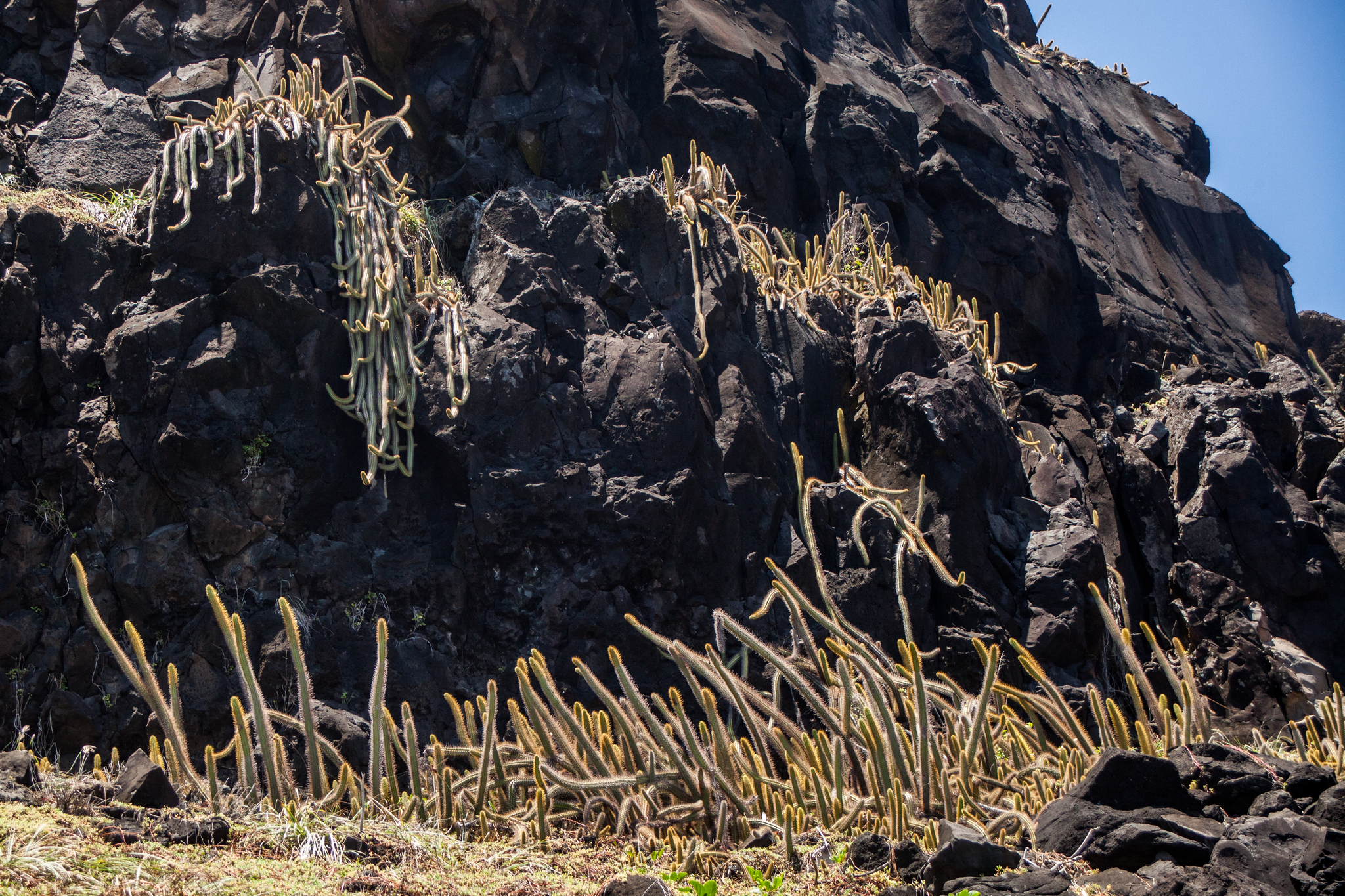
Planta en su hábitat
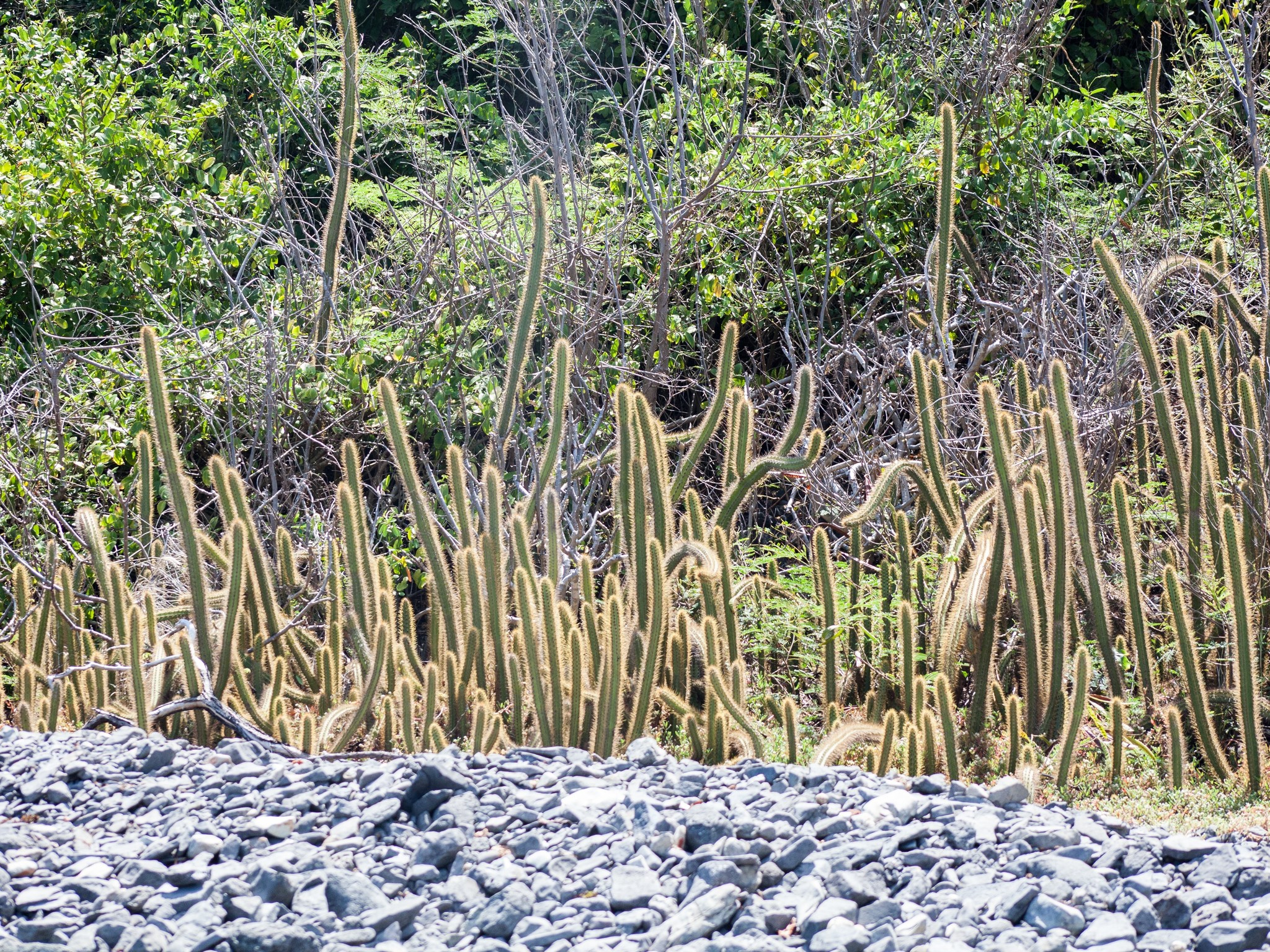
Planta en su hábitat